# 犹太人苏斯 (1940年电影)
《猶太人蘇斯》（發音：[juːd sys]；英語：Süss the Jew）是一部1940年上映的德國電影，是在當時納粹德國政權國民教育與宣傳部部長約瑟夫·戈培爾支持之下拍攝的，並認為有史以來最反猶太人的電影之一 。電影情節改編自19世紀初德國童話作家、小說家威廉·豪夫依真實事件所寫的同名小說。導演是維特·哈蘭(Veit Harlan)，當時堪與萊尼·里芬斯塔爾齊名的故事片導演。 主要角色由當時德國知名的電影演員費迪南德·馬里安與導演哈蘭的妻子克里斯蒂娜·索特伯姆擔任，其他重要的配角包括沃納·克勞斯和海因里希·喬治 等人。《猶太人蘇斯》是納粹德國時期典型的反猶影片，帶有強烈的種族主義目的。刻畫18世紀猶太人形象時，描述為道貌岸然、表裡不一、居心叵測，還妄圖控制整個世界。電影上映之後，很受到當時德國民眾的歡迎，在宣傳效果上非常成功。
電影本身以古裝歷史片的型式呈現，故事場景為典雅的宮廷環境，猶太人的形象按當時納粹宣傳的模式化塑造。劇情設定於18世紀的德國（神聖羅馬帝國時期），主角是猶太銀行家約瑟夫·蘇斯·歐本海默，他靠金融業發跡。而此時有一德意志省大公正為戰爭籌款，稅收不足，只好向這位財大氣粗的銀行家舉債。蘇斯同意借款，但要從中漁利。他穿戴體面，風度翩翩，通曉法語和德語，瞭解宮廷生活。但猶太人的身份把他困在猶太區(ghetto)裡，與主流社會隔離。大公借款給了他進入社會的機會，影片高潮在蘇斯愛上一大臣的女兒時，女孩決意不從，銀行家就強暴她，結局是蘇斯被公國人民絞死。

## 延伸閱讀
- Eisner, Lotte H., The Haunted Screen, Berkeley, 1973.
- Feuchtwanger, Lion, Jud Süss, Munich, 1928.
- Friedman, Régine Mihal, L'Image et son juif: le juif dans le cinéma nazi, Paris, 1983.
- Fröhlich, Gustav, Waren das Zeiten: Mein Film-Heldenleben, Munich, 1983.
- Gethmann, Daniel, Das Narvik-Projekt: Film und Krieg, Bonn, 1998.
- Harlan, Veit, Im Schatten Meiner Filme, Gütersloh, 1966.
- Schönfeld, Christiane, "Feuchtwanger and the Propaganda Ministry: The Transposition of Jud Süß from Novel to Nazi Film”, in: Feuchtwanger and Film, ed. Ian Wallace, Feuchtwanger-Studien 1, London: Lang, 2009, pp. 125–151.
- Tegel, Susan, "Viet Harlan and the Origins of Jud Suess 1938–1939: Opportunism in the Creation of Nazi Anti-Semitic Film Propaganda," in Historical Journal of Film, Radio and Television (Basingstoke), vol. 16, no. 4, 1996.
- Wulf, Joseph, Theater und Film im Dritten Reich, Gütersloh, 1964.
- Zielinski, Siegfried, Veit Harlan: Analysen und Materialien zur Auseinandersetzung mit einem Film-Regisseur des deutschen Faschismus, Frankfurt/Main, 1981.